# Anna Incerti
Anna Carmela Incerti-Scaini, italijanska atletinja, * 19. januar 1980, Palermo, Italija.
Nastopila je na poletnih olimpijskih igrah v letih 2008, 2012 in 2016, leta 2008 je osvojila štirinajsto mesto v maratonu. Na evropskih prvenstvih je osvojila naslov prvakinje v isti disciplini leta 2010. 